# Buzen
Buzen (jap. 豊前市 Buzen-shi, englisch Buzen City, Fukuoka) ist eine Stadt im Osten der Präfektur Fukuoka auf Kyūshū in Japan.

## Geographie
Buzen liegt südöstlich von Kitakyūshū an der Seto-Inlandsee.

## Geschichte
Am 10. April 1955 wurde die Stadt Unoshima aus neun Gemeinden gebildet. Nur vier Tage später wurde sie in Buzen umbenannt.

## Politik
Buzen liegt zusammen mit Tagawa (Stadt), Tagawa (Landkreis), Yukuhashi, Miyako und Chikujō in dem etwa 260.000 Einwohner umfassenden Wahlkreis 11 der Präfektur Fukuoka.

## Sehenswürdigkeiten
Das Kubote-Museum (求菩提資料館) eröffnete 1974. Es enthält etwa 5000 Ausstellungsstücke zur Shugendō-Praxis am Kubote-san (求菩提山), darunter sind 33 Kupfertafeln mit eingravierten Sutras sowie ein mit Bildnissen Buddhas gravierter Kupfer-Behälter als Nationalschätze Japans gelistet. Am Ōtomi-Schrein (大富神社) findet seit der Niederschlagung der Hirotsugu-Rebellion von Fujiwara im Jahr 740 jeden Frühling das Shinko-Fest statt. Südwestlich außerhalb des Stadtgebiets liegt das „Edagawachi-Hortensienland“. Während der Blütezeit von Mitte bis Ende Juni wird von den Einheimischen ein Hortensienfest veranstaltet, das jedes Jahr von vielen Menschen besucht wird.

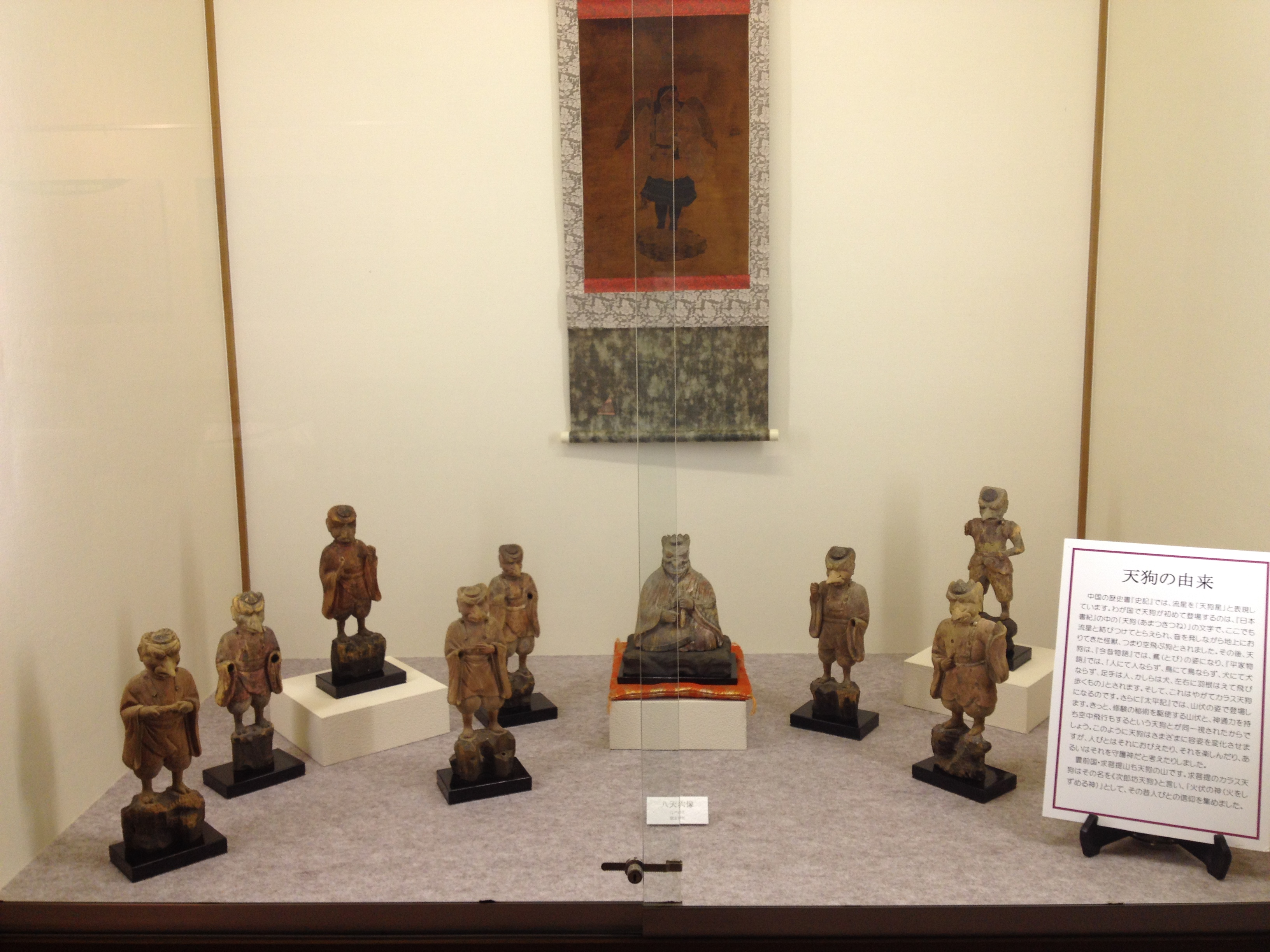
Ausstellungsstücke im Kubote-Museum
Ōtomi-Schrein

## Verkehr
- Straße:
  - Nationalstraße 10: nach Kagoshima oder Kitakyūshū
- Zug:
  - JR Nippō-Hauptlinie: nach Kokura oder Kagoshima

## Angrenzende Städte und Gemeinden
- Präfektur Fukuoka
  - Kōge
  - Chikujō
  - Yoshitomi
- Präfektur Ōita
  - Nakatsu